# Volo 232 - Atterraggio di emergenza
Volo 232 - Atterraggio di emergenza (Titolo originale: Crash Landing: The Rescue of Flight 232) è un film per la televisione prodotto nel 1992. Il film, distribuito nei paesi di lingua inglese anche con il titolo "A Thousand Heroes", è diretto dal regista Lamont Johnson.

## Trama
Il film è basato sugli eventi realmente accaduti in occasione del disastro aereo del volo United Airlines 232 verificatosi il 19 luglio del 1989 sull'aeroporto di Sioux City (Iowa, USA).
L'aereo, un DC-10 della United Airlines, fu soggetto alla completa avaria di tutti i sistemi idraulici a causa dell'esplosione in volo del motore di coda innescata dalla frattura della ventola del compressore, che lo lasciò completamente senza controllo da parte dei piloti.
Soltanto l'incredibile perizia del Cap. Haynes e del suo equipaggio, che in qualche modo riuscirono in maniera limitata a governare il velivolo agendo differenzialmente sulla potenza dei motori subalari, unitamente all'assistenza fornita dal personale di terra durante l'avvicinamento e dopo il disastroso impatto, limitarono il numero dei decessi.
Nel disastro perirono 110 persone sulle 285 imbarcate a bordo del velivolo. Presso l'aeroporto di Sioux City esiste una scultura a ricordo della tragedia.
All'interno del film sono visibili per alcuni istanti le vere immagini dello schianto, riprese all'epoca da una troupe televisiva dell'emittente locale KTIV giunta sul posto.
Ancora oggi il caso del volo UA232 viene indicato dalle compagnie aeree e dalle organizzazioni di sicurezza del volo di tutto il mondo come un esempio di Crew Resource Management (CRM), preparazione e coordinamento nell'affrontare un'emergenza aerea.

## Accoglienza
Airodissey.net, sito specializzato in cinematografia aeronautica e notoriamente critico verso opere cinematografiche poco credibili, riconosce il film come "estremamente realistico" e gli assegna un punteggio di 8,5/10.
IMDb.com gli assegna un punteggio medio di 6,5/10.
Il film è stato insignito di un Emmy Award e di un Golden Reel Award per il sound editing, entrambi assegnati nel 1992.